# 柳内和幸
柳内 和幸（やない かずゆき、1969年10月5日 - ）は、日本の基礎医学系の生物学者で、筑波大学の村上和雄教授（現名誉教授）の研究室で博士号を取得し、東邦大学理学部の生物分子科学科にある分子医学部門の准教授。高血圧発症の分子メカニズムの研究で成果をあげた。

## 人物
東京都福生市生まれ。ハーバード大学医学部(Harvard Medical School)留学中に、DrKazu.comを公開し、「ドクターカズ」として、遺伝子に関する知識を一般に広めるなどの啓蒙活動などにも力を入れている。Dr. Kazu（ドクターカズ）を商標登録している。

## 略歴
- 私立明星中学校・明星高等学校を経て、

- 1993年　筑波大学第二学群生物学類卒業

- 1998年　筑波大学大学院農学研究科応用生物化学専攻博士課程修了　農学博士　論文は「TRANSCRIPTIONAL REGULATION OF HUMAN ANGIOTENSINOGEN GENE(ヒトアンギオテンシノ-ゲン遺伝子の転写調節)」[1]。

- 1998年　日本学術振興会特別研究員PD（筑波大学TATRAセンター）

- 2000年　日本学術振興会海外特別研究員（Harvard Medical School ハーバード大学）

- 2002年　医薬品医療機器総合機構研究員（国立国際医療センター）

- 2002年　国立国際医療センター遺伝子治療開発研究室長

- 2007年　東邦大学理学部生物分子科学科分子医学部門准教授

- 2015年3月　東邦大学理学部生物分子科学科分子医学部門准教授 退職

## 受賞歴
- 1998年 日本高血圧学会・研究奨励賞

- 1998年 成人血管病研究振興財団・岡本研究奨励賞

- 1998年 日本心血管内分泌代謝学会・研究奨励賞

- 1999年 井上科学振興財団・井上研究奨励賞

- 2002年 東京高血圧研究会・研究奨励賞

## 著作
- 『生命科学入門』オンライン講座
- 『遺伝子工学とは？』オンライン講座